# Ljóshólar
Ljóshólar är en kulle i republiken Island. Den ligger i regionen Suðurland, 180 km öster om huvudstaden Reykjavík. 
Trakten runt Ljóshólar är nära nog obefolkad, med mindre än två invånare per kvadratkilometer. Det finns inga samhällen i närheten. Trakten runt Ljóshólar består i huvudsak av gräsmarker.